# اوربکس
اوربکس (انگلیسی: Orbex) شرکت هوافضای بریتانیایی است، که در سال ۲۰۱۵ تأسیس شد.